# Gangdong-myeon, Gyeongju
Gangdong-myeon (koreanska: 강동면) är en socken i stadskommunen Gyeongju i provinsen Norra Gyeongsang i den östra delen av Sydkorea, 270 km sydost om huvudstaden Seoul. Gangdong ligger cirka 15 kilometer norr om centrala Gyeongju och cirka 10 kilometer väster om storstaden Pohang.
Här finns ett av Sydkoreas världsarv, den traditionella byn Yangdong av Gyeongju. 